# Henri de Toulouse-Lautrec
Henri Marie Raymond de Toulouse-Lautrec-Monfa ali preprosto Henri de Toulouse-Lautrec, francoski slikar, grafik, risar in ilustrator, * 24. november 1864, Albi, Tarn, Francija, † 9. september 1901, Château Malromé, Saint-André-du-Bois, Gironde, Francija.
V pisano in gledališko življenje v Parizu v poznih 1800 je prinesel zbirko zanimivih, elegantnih in provokativnih podob sodobnega in včasih dekadentnega življenja tistih časov. Toulouse-Lautrec je, skupaj s Cezannom, Van Goghom in Gauguinom med najbolj znanimi slikarji postimpresionizma. 

## Življenjepis

### Zgodnje življenje
Henri Marie Raymond de Toulouse-Lautrec-Monfa se je rodil v dvorcu du Bosc v Albiju, departma Tarn v srednjih Pirenejih v Franciji, kot prvorojeni otrok grofa Alphonsa de Toulouse-Lautrec-Monfa in Adele Tapié de Celeyran, ki sta bila bratranec in sestrična. Njegova plemiška družina je bila stara in cenjena (bili so potomci grofov Toulouse Lautrec in vikontov Montfa iz departmaja Tarn v južni Franciji, ki so se pogosto poročali med seboj). Mlajši brat, ki se je rodil 28. avgusta 1867, je umrl star eno leto.
Po bratovi smrti sta se njegovi starša ločila in za Henrija je skrbela varuška. Star osem let je šel živet z materjo v Pariz, kjer je risal skice in karikature v svoje delovne zvezke. Družina je hitro spoznala njegov talent. Tako mu je očetov prijatelj Rene Princeteau dal prvo neformalno izobrazbo. Na nekaterih Lautrecovih zgodnjih slikah so konji (Grof Alphonse de Toulouse-Lautrec vozi svojo poštno kočijo, 1880), ki so bili Princeteaujeva posebnost, kasneje pa jih je uporabil tudi v svojih »Cirkuških slikah«.
Leta 1875 se je Lautrec vrnil v Albi da bi v termah v Amélie-les-Bains pozdravil zdravstvene težave v zvezi z rastjo in razvojem. Ker sta bila Lautrecova starša bližnja sorodnika, je imel težave v razvoju.
Pri starosti 13 let (1878) si je zlomil desno stegnenico in leta 1879 še levo. Kosti se nista pravilno zacelili. Njegove noge so prenehale rasti, tako da je ostal zelo majhen pri sicer normalno razvitem trupu. Ker fizično ni mogel sodelovati pri številnih aktivnosti, ki jih običajno uživajo moški njegove starosti, se je Toulouse-Lautrec posvetil umetnosti. 
Med bivanjem v Nici je napredoval pri risanju in slikanju in mojster Princeteau je prepričal njegove starše, naj se vrne v Pariz in študira pri priznanem portretistu Léonu Bonnatu. Henrijeva mama je imela velike ambicije, da bi Henri postal modni in spoštovan slikar. Leta 1882 je kot študent odšel v Pariz. V drugem poskusu je opravil izpite in končal študij.

### Pariz
Toulouse-Lautrec je živel na Montmartru, območju Pariza, znanem po svojem bohemskem načinu življenja in prostor umetnikov, pisateljev in filozofov. Študij pri Bonnatu je postavil Henrija v središče Montmartra, ki ga je v naslednjih 20 letih le redko zapustil. Po Bonnatu je prevzel novo službo in se leta 1882 preselil v studio Fernanda Cormona, slikarja zgodovinskih prizorov, kjer je študiral nadaljnjih pet let. Ustanovil je skupino prijateljev, ki se je ohranila do konca njegovega življenja. V tem času je spoznal Emile Bernarda in Van Gogha, ki ga je Lautrec v tistem času tudi narisal v občutenem pastelu. Cormon, pri katerem je bil pouk bolj sproščen kot pri Bonnatu, je dovolil da so njegovi učenci gostovali po Parizu in iskali teme za slikanje. V tem obdobju je imel Toulouse-Lautrec svoje prvo srečanje s prostitutko in naslikal je svojo prvo sliko prostitutk na Montmartru, ženski naj bi bilo ime Marie-Charlotte.
Študij je končal in leta 1887 sodeloval na razstavi v Toulousu s psevdonimom Tréclau, anagramom priimka Lautrec. Kasneje je razstavljal v Parizu z Van Goghom in Louis Anquetinom. Belgijski kritik Octave Maus ga je povabil, naj predstavi enajst slik na razstavi Vingt v Bruslju. Van Goghov brat Theo je kupil sliko Poudre de Riz.
S svojim modelom Suzanne Valadon (izvirno ime Marie Clementine), ki je bila cirkuška akrobatka in ki jo je srečal leta 1887, je živel v prvem nadstropju hiše na ulici Tourlaque 7, kjr je bil tudi njegov studio. Z njo se je razšel po dveh letih, ker je poskusila s samomorom, da bi ga prisilila v poroko.
Od 1889 do 1894 je Henri redno sodeloval v Société des Artistes Indépendants. Naredil je nekaj upodobitev Montmartra. V vrtu gospoda Pere Foreta je Toulouse-Lautrec izdelal vrsto prijetnih zunanjih slik modela Carmen Gaudin z rdečo glavo, ki se pojavi kot Perica (1888). 
Ko so odprli kabaret Moulin Rouge, je dobil Toulouse-Lautrec naročilo za izdelavo serije plakatov, ki mu je prinesla tudi finančno neodvisnost od družine. Njegova mati je zapustila Pariz, ker ni prenesla njegovega razvratnega življenja. Drugi umetniki so na njegovo delo gledali zviška, vendar je bil Henri tako aristokratski, da mu ni bilo mar. V kabaretu je imel rezerviran sedež in slikal. Med znanimi deli, ki jih je naslikal v Moulin Rougeu in drugih pariških nočnih klubih so upodobitve pevke Yvette Guilbert, plesalke Louise Weber, znane kot nezaslišane La Goulue, ki je ustvarila francoski kankan, in veliko bolj subtilne plesalke Jane Avril.
Postal je pomemben postimpresionistični slikar, ilustrator Art Nouveau in litograf. Sredi leta 1890 je Toulouse-Lautrec za revijo Le Rire prispeval številne ilustracije.
- Portret Émile Bernard, 1885, National Gallery (London)
- Portret matere, um 1886, Musée Toulouse-Lautrec, Albi
- Portret Vincenta van Gogha, 1887, Van Gogh Museum, Amsterdam

### London
V družini Henri de Toulouse-Lautreca so bili anglofili. Čeprav ni govoril tako tekoče, kot se je pretvarjal, je govoril angleško dovolj dobro, da je odpotoval v London. Izdeloval je plakate. Iz tega obdobja je znan plakat Confetti in oglas za kolo La Chaîne Simpson (1896).
V Londonu je srečal Oscarja Wildea in se spoprijateljil z njim. Ko je bil Wilde zaprt, je bil Henri njegov zelo glasen zagovornik. Toulouse-Lautrec je naslikal Wildeov portret istega leta kot je bilo sojenje.

### Zadnje obdobje
Lautrec je bil zasmehovan zaradi svoje majhne postave in videza in je svojo žalost utapljal v alkoholu. Sprva je bilo to pivo in vino. Bil je eden od pomembnih Parižanov, ki so uživali v ameriških koktajlih. Ob petkih je prirejal večerna druženja in silil goste, da jih preizkušajo. Koktajl, imenovan Potres (Tremblement de Terre), pripisujejo Toulouse-Lautrecu. Močno mešanico, ki vsebuje pol absinta in pol konjaka včasih postrežejo z ledenimi kockami ali stresejo v mešalniku napolnjenem z ledom.
Leta 1893 je alkoholizem že načel Lautrecovo zdravje, govorilo pa se je tudi o okužbi s sifilisom. Leta 1899 ga je njegova mati s pomočjo prijateljev na kratko institucionalizirala.
Alkoholik večino svojega odraslega življenja, je Toulouse-Lautrec tik pred smrtjo preživel v sanatoriju. Umrl je zaradi zapletov zaradi alkoholizma in sifilisa na družinskem posestvu Malromé 9. septembra 1901, v starosti 36 let. Pokopan je v Verdelais, Gironde, nekaj kilometrov od Château Malromé.
Toulouse-Lautrecova mama, grofica Adèle Toulouse-Lautrec in trgovec z umetninami  Maurice Joyant sta po umetnikovi smrti skrbela za njegovo dediščino. Njegova mati je prispevala sredstva za Muzej Toulouse-Lautrec v Albiju, njegovem rojstnem mestu, ki je bil odprt leta 1922. Muzej ima v lasti največjo zbirko del slikarja na svetu.

## Delo
V času svoje umetniške kariere, ki je trajala manj kot 20 let, je Toulouse-Lautrec ustvaril 737 platen, 275 akvarelov, 363 grafik in plakatov, 5.084 risb, nekaj keramike in vitražev ter neznano število izgubljenih del. 
Toulouse-Lautrec je znal upodobiti ljudi v svojem slikarskem slogu, ki je bil zelo linearen z velikim poudarkom na konturah. Njegov zaščitni znak je bila hitra, ostra in pripovedna črta ne glede na to, katero izrazno sredstvo je uporabil. Veliko njegovih del je mogoče najbolje opisati kot skice in pobarvane risbe.
V svojih velikih delih je zabeležil življenje cirkusa, plesnih dvoran, zabavišč in portretiral njihove največje zvezde. Ker je nekaj časa živel v javni hiši, je zelo realistično, skoraj pornografsko, upodabljal tudi stanovalke.
Pri risanju plakatov je uporabil nov litografski postopek. Risal je direktno na kamen, s katerega je naredil odtis. Prvi klasični plakati so prav njegovo delo.
Bil je mojster prikazovanja množic, v katerih so posamezniki zelo individualizirani. V času, ko so bile naslikane posamezne osebe, bi jih lahko prepoznali samo po silhuetah, imena mnogih pa so tudi zapisana. Umetnikovo ravnanje z objekti slikanja, bodisi kot portreti, prizori pariškega nočnega življenja ali intimne študije, je bilo opisano kot razumevajoče in nepristransko.

## V popularni kulturi
Toulouse-Lautrec je bil predmet nekaj biografskih filmov:
- v filmu Johna Hustona Moulin Rouge (1952), ga je bil upodobil José Ferrer; po romanu Pierra La Mure, ki temelji na življenjski zgodbi Toulouse-Lautreca in je bil objavljen leta 1950.
- Lautrec - Slikar Montmartre (1998) je biografski film, ki ga je režiral Roger Planchon.
- film Moulin Rouge!, 2001 ga je upodobil John Leguizamo.
- v Disneyevem filmu V 80 dneh okoli sveta (2004), je zelo kratka scena ko Pasporttu prehaja skozi okno v bordelu.
- v filmu Woodyja Allena Polnoč v Parizu (2011) je Toulouse-Lautrec osrednja figura »Belle Époque«.
- Toulouse-Lautrec, Regie: Hilary Chadwick, Dokumentation 50 Min., Arthaus Musik GmbH 2009 (1988), ISBN 978-3-941311-81-7

Odrska produkcija:
- Lautrec (1999) je muzikal, ki ga je napisal Charles Aznavour, in so ga predvajali od 6. aprila - 17. junija 2000 v Shaftesbury Theatre v West Endu v Londonu.

Knjiga:
- Sacre Bleu (2012), Christopher Moore je napisal je izmišljeno zgodbo kako Luciena Lessard dela s Toulouse-Lautrecom, da bi ga rešil skrivnostne smrti Vincent van Gogha.

## Nekatera dela
- Portret Suzanne Valadon, 1886–87
- Moulin Rouge - La Goulue, litografija, 1891
- Aristide Bruant, plakat, 1892, zasebna zbirka
- Poklon Yvette Guilbert pred zastorom, 1894